# Born Under a Bad Sign
Born Under a Bad Sign ist ein Studioalbum des amerikanischen Blues-Musikers Albert King. Es gilt als wegweisend für das Genre Bluesrock und beeinflusste Musiker wie Eric Clapton, Jimi Hendrix und Stevie Ray Vaughan. Es verkaufte sich allein in den USA rund 500.000-mal. Das Musikmagazin Rolling Stone führt es auf Platz 491 seiner Liste der 500 besten Alben aller Zeiten.

## Wissenswertes
Im Jahr 1966 unterzeichnete King einen Plattenvertrag bei Stax Records. Er nahm zwischen März 1966 und Juni 1967 eine Reihe von Singles auf, unter anderem Laundromat Blues, Crosscut Saw und Born Under a Bad Sign, die sich im oberen Mittelfeld der Rhythm-and-Blues-Singlecharts platzieren konnten. Unterstützt wurde King bei den Aufnahmen von der Band Booker T. & the M.G.’s, die zu der Zeit als Hausband des Labels Stax Records galt und für die rhythmische und melodische Untermalung der Stücke zuständig war. Ebenfalls begleitet wurde King von den Memphis Horns, einer Bläsersektion, die für Stax Records als Begleitband fungierte.
Im August 1967 wurden diese Singleaufnahmen unter dem Titel Born Under a Bad Sign als Studioalbum veröffentlicht. Es schaffte den Einstieg in die Albumcharts nicht, was darauf zurückgeführt wird, dass bis in die 1970er-Jahre hinein der Plattenmarkt in diesem Genre von Singles beherrscht wurde. Das Titelstück gilt als besonders einflussreich. Die Bluesballade schrieben Booker T. Jones und William Bell. Die Idee hatte Bell, der einen Bluessong über Astrologie schreiben wollte. Das Hauptriff des Stückes entstand eher zufällig. Passend zum astrologischen Hintergrund des Titelliedes zeigt das Plattencover verschiedene Symbole aus dem Aberglauben wie das Kalenderblatt eines Freitags, dem 13., eine schwarze Katze und einen Totenschädel.

## Titelliste
1. Born Under a Bad Sign (Bell, Jones) – 2:47
2. Crosscut Saw (Ford) – 2:35
3. Kansas City (Leiber, Rodgers, Stoller) – 2:33
4. Oh, Pretty Woman (Williams) – 2:48
5. Down Don’t Bother Me (King) – 2:10
6. The Hunter (Cropper, Dunn, Jackson, Jones, Wells) – 2:45
7. I Almost Lost My Mind (Hunter) – 3:30
8. Personal Manager (King, Porter) – 4:31
9. Laundromat Blues (Jones) – 3:21
10. As the Years Go Passing By (King, Malone) – 3:48
11. The Very Thought of You (Noble) – 3:46

## Rezeption
Trotz des fehlenden Chart-Erfolges zählt das Album zu den Klassikern des Bluesrock und wird als das erste Electric Blues-Album bezeichnet. Die Zeitschrift Guitar World schrieb, dass King auf dem Album seine stark verzerrten Bluesrock-Riffs mit den funkigen Rhythmen der Begleitband auf natürliche und organische Art verbinde. Die Zeitschrift Billboard Magazine bezeichnete in einem zeitgenössischen Konzertbericht Stücke wie Crosscut Saw, Kansas City und Pretty Woman als definitive Blues-Standards. Der Rolling Stone schreibt, dass King mit diesem Album neben Bluesfans auch Hörer aus dem Bereich des Rock ‘n’ Roll gewinnen konnte.
Bereits kurz nach seinem Erscheinen erwies sich das Album für die jungen britischen Blues- bzw. Bluesrockbands der 1960er-Jahre als eine wahre Fundgrube: So fand sich noch im selben Jahr Oh, Pretty Woman auf John Mayalls LP Crusade (mit Mick Taylor an der Lead-Gitarre), Free spielten eine rockige Version von The Hunter für ihr Debütalbum Tons of Sobs (1968) ein und Cream coverten das Titelstück auf ihrem Doppelalbum Wheels of Fire (1968). Und auch rund zwanzig Jahre später wusste eine neue Generation weißer Blues-Gitarristen die Songs des Albums zu schätzen, so etwa Robben Ford, der 1988 für sein Album Talk To Your Daughter ebenfalls Born Under A Bad Sign aufnahm, oder Gary Moore, der zwei Jahre darauf sein Album Still Got the Blues (1990) mit einer gemeinsam mit King eingespielten Version von Oh, Pretty Woman eröffnete, als weiteren Titel das getragene As The Years Go Passing By coverte und King zudem mit seiner Ballade King of the Blues ein musikalisches Denkmal setzte.